# Cales Piques
La platja de Cales Piques està situada a l'illa de Menorca i concretament a l'est del municipi de  Ciutadella

## Descripció
Cales Piques està a set quilòmetres de Ciutadella, situada entre Punta des Canal i Cap de Banyos, dins la urbanització Els Delfins i a la vora de Cala en Bruc i Cala en Forcat. Es troba dins l'àrea d'influència de la urbanització de Cala en Blanes. Just damunt de la platja, es veuen un dels més antics i emblemàtics hotels de Menorca.
Al final de l'Avinguda d'Es Pont d'en Gil es troba la ruta per visitar Es Pont d'en Gil, formació rocosa a la costa que pren el seu nom per la forma de Pont que té.
També es tenen vistes de la Torre del Ram, i es poden trobar altres construccions modernistes com Biniputus, seu de fadrins.